# Conservatorio profesional de música de Liria

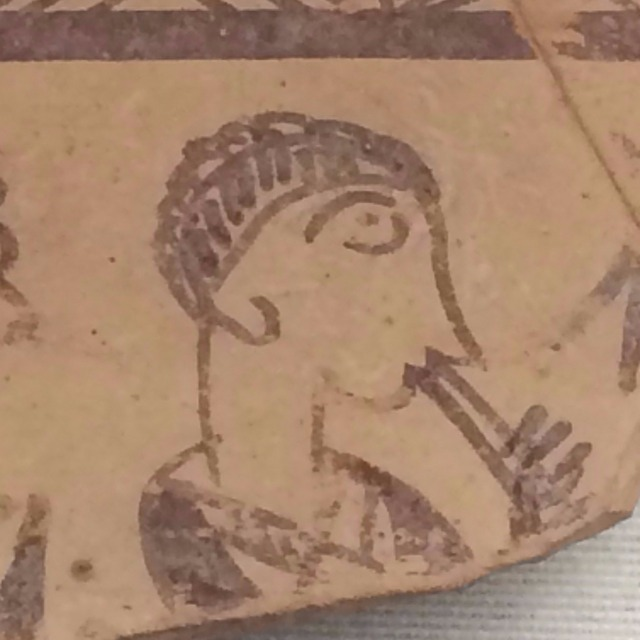
Motivo decorativo en una jarra de los restos arqueológicos del Tossal de San Miquel en Liria.

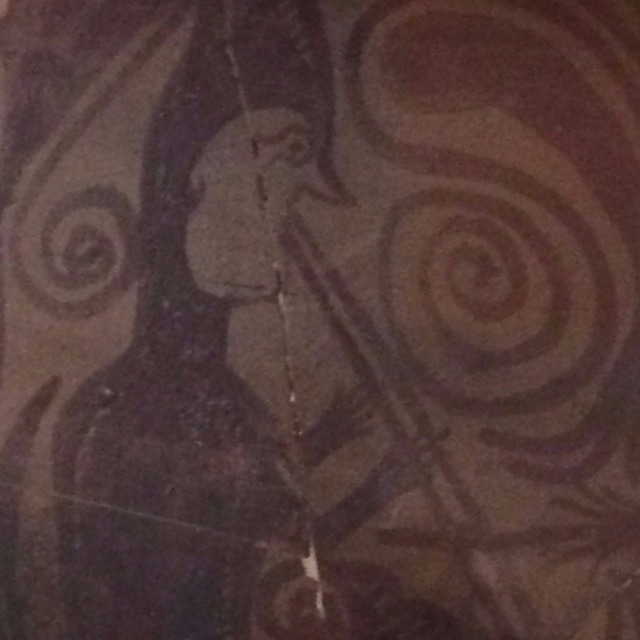
Músico que aparece en la decoración de una jarra de los restos arqueológicos hallados en el Tossal de San Miquel. Liria.

El Conservatorio Profesional de Música de Liria es un centro público municipal, abierto a la Comarca del Camp de Turia y a las comarcas vecinas. Está adscrito administrativamente al Conservatorio Profesional de Música núm. 2 de Valencia y cuenta con más de veinte años de trayectoria educativa en la "La Ciudad de la Música". Esta denominación y el reconocimiento internacional se deben a la existencia de dos entidades musicales que a través de las respectivas bandas han conseguido numerosos premios y un prestigio extraordinario por todo el mundo". La historia musical de Liria se remonta a épocas prerromanas, como se constata en las decoraciones con motivos musicales que aparecen en los restos arqueológicos que hoy se exhiben en el Museo de prehistoria de Valencia en el Centro Cultural La Beneficencia.

El conservatorio tiene su sede en un edificio inaugurado el 6 de noviembre de 2006. "Tiene una capacidad para 270 alumnos y 18 aulas especializadas. Asimismo, el edificio cuenta con una sala-auditorio con capacidad para 150 personas, biblioteca y cafetería." 

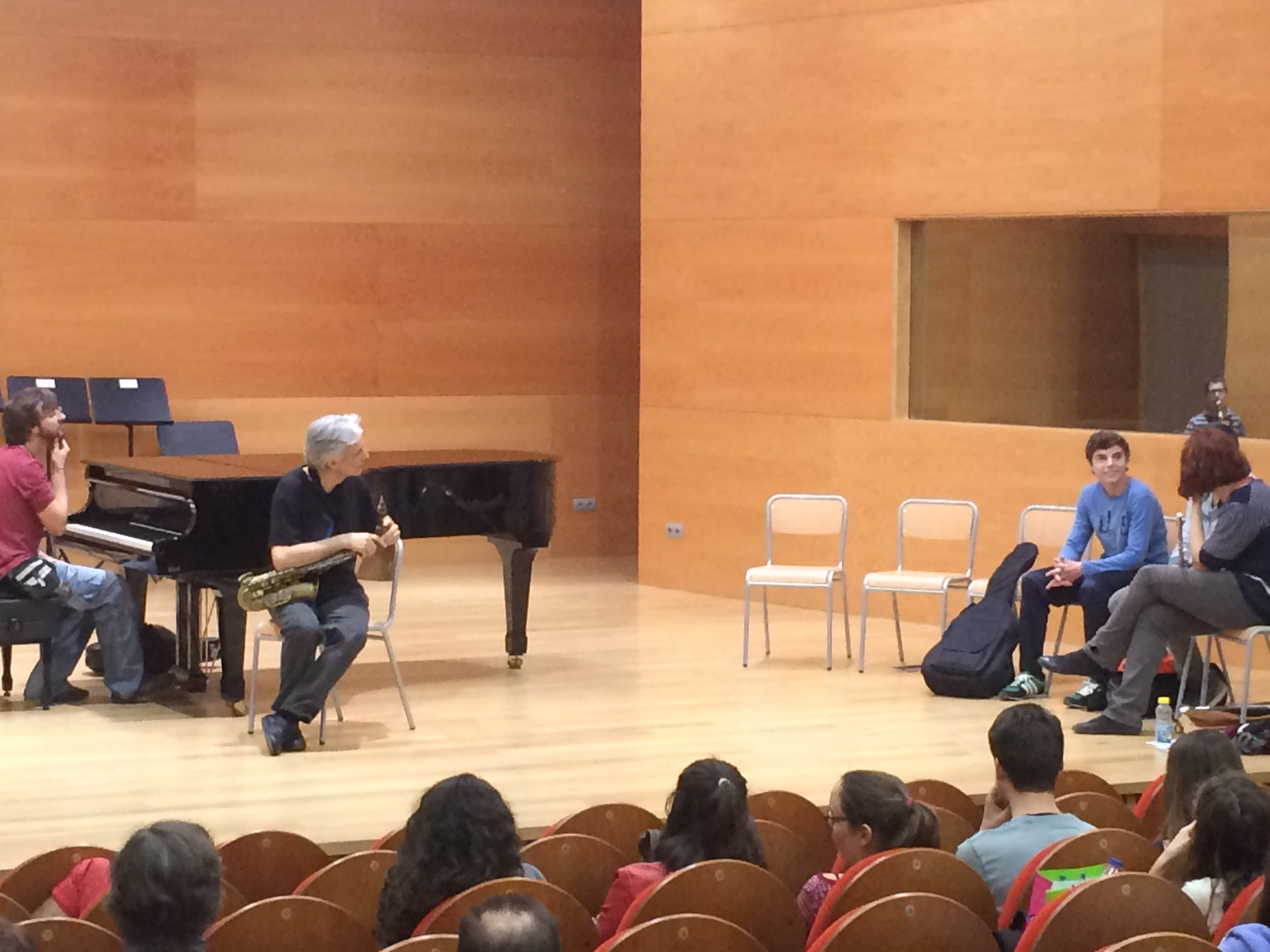
Clase magistral en el Conservatorio de Liria.

## Estudios
En este centro 28 profesores imparten los estudios completos correspondientes a las enseñanzas profesionales de música en las siguientes especialidades: Clarinete, Fagot, Flauta, Oboe, Saxofón, Trompa, Trombón, Trompeta, Tuba, Contrabajo, Viola, Violín, Violonchelo, Percusión, Piano y Guitarra.
También se cuenta con la asignatura optativa propia "Periodismo y crítica musical" y la asignatura "Cultura audiovisual" que fue pionera y se imparte desde el año 2003, cinco años antes de que fuera de oferta obligada en los conservatorios profesionales de la Comunidad Valenciana.